# Leeds Beckett University

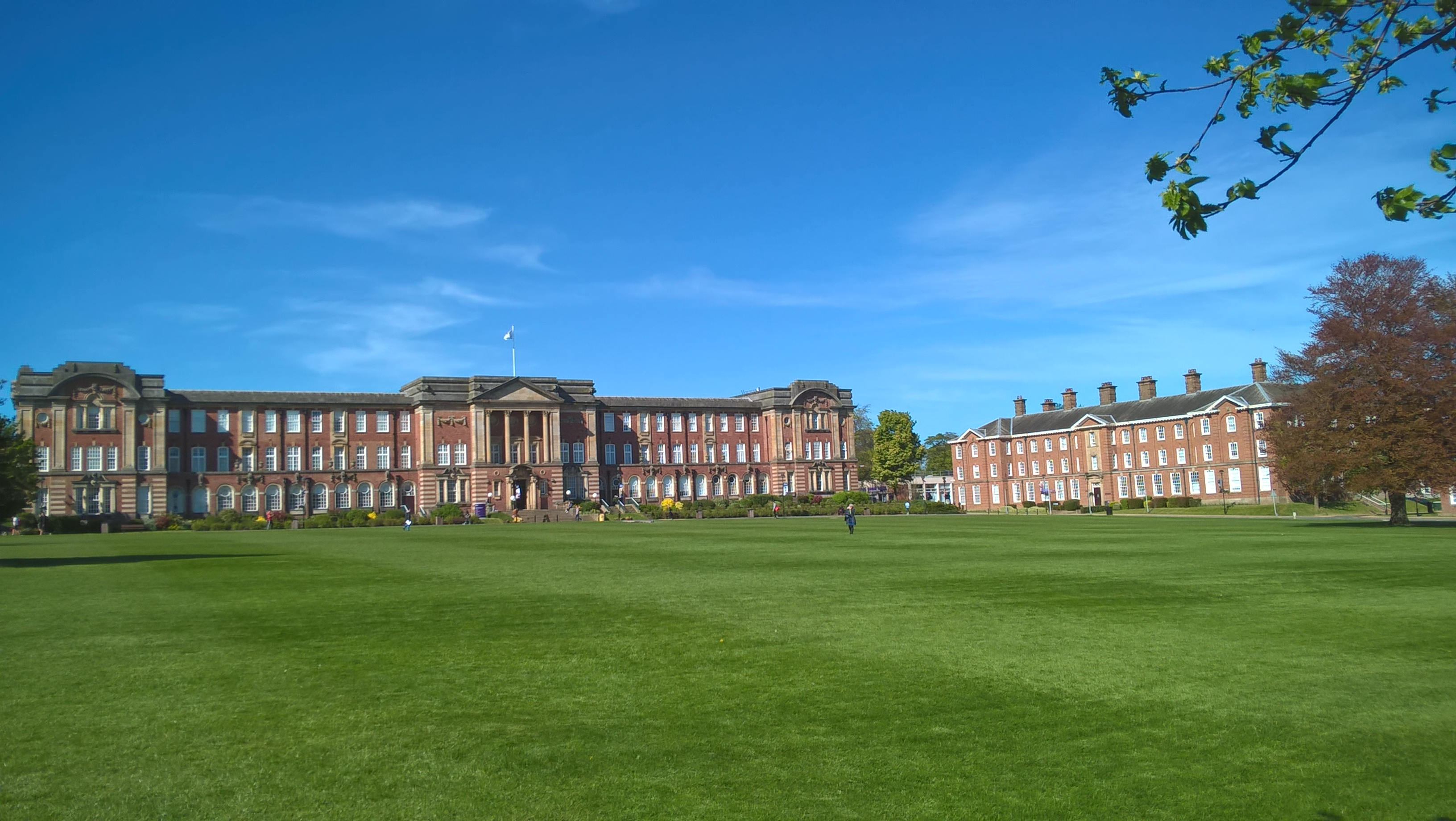
Campus

Leeds Beckett University ist eine Universität in der Stadt Leeds in England. Sie war früher bekannt als Leeds Metropolitan University und davor als Leeds Polytechnic.

## Geschichte
1824 wurde das Leeds Mechanics Institute gegründet. 1970 wurde es mit dem Leeds College of Commerce und dem Yorkshire College of Education and Home Economics fusioniert. Ab 1970 hieß es Leeds Polytechnic.
1992 erreichte Leeds Polytechnic den Universitätsstatus und wurde in Leeds Metropolitan University umbenannt. Seit dem 22. September 2014 heißt sie Leeds Beckett University.

## Zahlen zu den Studierenden und den Mitarbeitern
Von den 23.290 Studenten des Studienjahrens 2019/2020 nannten sich 12.890 weiblich (55,3 %) und 10.400 männlich (44,7 %). 21.120 Studierende kamen aus England, 115 aus Schottland, 240 aus Wales, 185 aus Nordirland, 380 aus der EU und 1.210 aus dem Nicht-EU-Ausland. 17.705 der Studierenden strebten 2019/2020 ihren ersten Studienabschluss an, sie waren also undergraduates. 5.590 arbeiteten auf einen weiteren Abschluss hin, sie waren postgraduates. 595 davon waren in der Forschung tätig. Von den 2.715 Mitarbeitern waren 1.265 wissenschaftlich tätig.
2020 gab es mehr als 24.000 Studierende, davon rund 4000 internationale Studenten aus mehr als 100 Ländern.
2012 hatte die Universität 3.601 Mitarbeiter gehabt.

## Bekannte Alumni
- Piers Aggett – Musiker, Mitglied der Musikgruppe Rudimental
- Marc Almond (* 1957) – Musiker, Mitglied der Musikgruppe Soft Cell
- David Ball (* 1959) – Musiker, Mitglied der Musikgruppe Soft Cell
- Lucy Bronze (* 1991) – Fußballspielerin
- Alistair Brownlee (* 1988) – Triathlet und Olympiasieger
- Richard Buck (* 1986) – Sprinter
- Peter Cattaneo (* 1964) – Filmregisseur
- Kesi Dryden – Musik, Mitglied der Musikgruppe Rudimental
- Mihalis Exarchos (* 1978) – Musiker
- Mohammad Sidique Khan (1974–2005) – Selbstmordattentäter der Terroranschläge am 7. Juli 2005 in London[10]
- Eric Pickles, Baron Pickles (* 1952) – Politiker der Conservative Party
- Alexander Skarsgård (* 1976) – Schauspieler
- Frank Tovey (1956–2002) – Musiker
- Andrew White – Gitarrist, Mitglied der Kaiser Chiefs
- George Philip Willis, Baron Willis of Knaresborough (* 1941) – Politiker der Liberal Democrats
- Ricky Wilson – Sänger, Mitglied der Kaiser Chiefs